# Кримська радянська армія
Кримська радянська армія — військове об'єднання у складі Українського фронту РСЧА, з 5 травня 1919 по 21 липня 1919 року. Сформована під час Громадянської війни яка відбувалася на теренах зниклої Російської імперії.
Кримська армія створена 5 травня 1919 року рішенням Тимчасового робітничо-селянського уряду Кримської Радянської Соціалістичної Республіки. Входила до складу Українського фронту РСЧА (5 травня - 4 червня 1919 року), 14-ї армії (4 червня - 21 липня 1919). 21 липня 1919 армія була розформована, а її частини увійшли до складу Кримської стрілецької дивізії (з 27 липня - 58-ма стрілецька дивізія).

## Склад
Кримська радянська армія була створена з частин 3-ї Української (колишньої 1-ї Задніпровської Української радянської дивізії) радянської дивізії та місцевих формувань, зведених у дві штатні дивізії: 1-шу Кримську та 2-гу стрілецькі дивізії. Фактично була сформована лише одна дивізія, до червня в Кримській армії налічувалося 8650 багнетів, 1010 шабель, 48 кулеметів та 25 гармат. 15 травня 1919 була створена РВР Кримської республіки, перетворена 5 липня на РВР Кримської армії.

## Бойові дії
Війська Кримської радянської армії вели боротьбу проти Збройних сил Півдня Росії в районі Пологи — Бердянськ — Мелітополь Таврійської губернії. Білогвардійцям вдалося утримати за собою Керченський півострів, створивши фронт на Ак-Монайському перешийку. У травні-червні Кримська армія брала участь у ліквідації Григор'ївського повстання. У середині червня під натиском ЗСПР війська РСЧА залишили Крим.

## Підпорядкування
- 5 травня – 4 червня 1919 року Український фронт
- 4 червня – 21 липня 1919 року Південний фронт, 14-та армія (Кримська радянська армія була у підпорядкуванні РВР 14-ї армії)

## Командний склад
Командувач:
- Дибенко Павло Юхимович

Члени РВР:
- Пече Ян Якович (5 червня — 21 липня 1919),
- Толмачов Володимир Миколайович (5 червня — 21 липня 1919).

Начальник штабу:
- Петриківський Сергій Іванович (Петренко)

Начальник політичного відділу:
- Коллонтай Олександра Михайлівна (05.05 — ...1919).[3]

## Виноски
1. ↑  Центральный государственный архив Советской армии. В двух томах. Том 1. Путеводитель. 1991
2. ↑  Савченко В. А. Двенадцать войн за Украину. Глава 7. С. 192—220
3. ↑  Жигалов И. Дыбенко. Жизнь замечательных людей. Серия биографий. Выпуск 18. М., «Молодая гвардия». 1983.